# Sông Cái Lớn
Sông Cái Lớn là một con sông lớn tại tỉnh Kiên Giang.
Sông bắt nguồn từ kênh Thị Đội, huyện Thới Lai, thành phố Cần Thơ, dòng chảy rộng dần vào Kiên Giang tại địa phận xã Vĩnh Thắng, huyện Gò Quao. Từ đây sông chảy theo hướng tây-bắc đổ ra vịnh Rạch Giá tại thành phố Rạch Giá.
Sông có chiều dài khoảng 60 km, lòng sông rộng từ 200 m đến 500 m, ra đến cửa biển mở rộng đến 2 km. Độ sâu thay đổi từ 6 đến 15 m. Sông chảy qua và làm ranh giới tự nhiên giữa các huyện Gò Quao, Vĩnh Thuận, An Biên và giữa huyện Châu Thành.
Do sông Cái Lớn nằm hoàn toàn trong vùng đồng bằng nên không có nguồn cấp nước, thuỷ chế và lưu lượng của sông hoàn toàn phụ thuộc vào lượng mưa tại chỗ và một phần nước sông Hậu chảy qua. Mùa khô không có nguồn cấp nước, mực nước nội địa thấp, nước mặn tràn sâu vào nội địa trên 3 km. Đến mùa mưa, mực nước sông cao, lưu lượng khá lớn (trên 522 m3/s), sông được ngọt hóa trở lại. Hai bên sông có khoảng 15 nhánh lớn là các rạch, kênh rạch, kênh đào, hoặc để thoát nước cho rừng U Minh (Xếp Ba Tàu, Xẻo Cạn, Xẻo Ngào, Nước Trong, Ngan Dừa, Hốc Hoả,...) hoặc nối thông với sông Cái Bé (Nước Đục, Cái Su, Cái Bằng Lớn, Gò Quao, Tắc Cậu,...).